# Sasebi właściwy

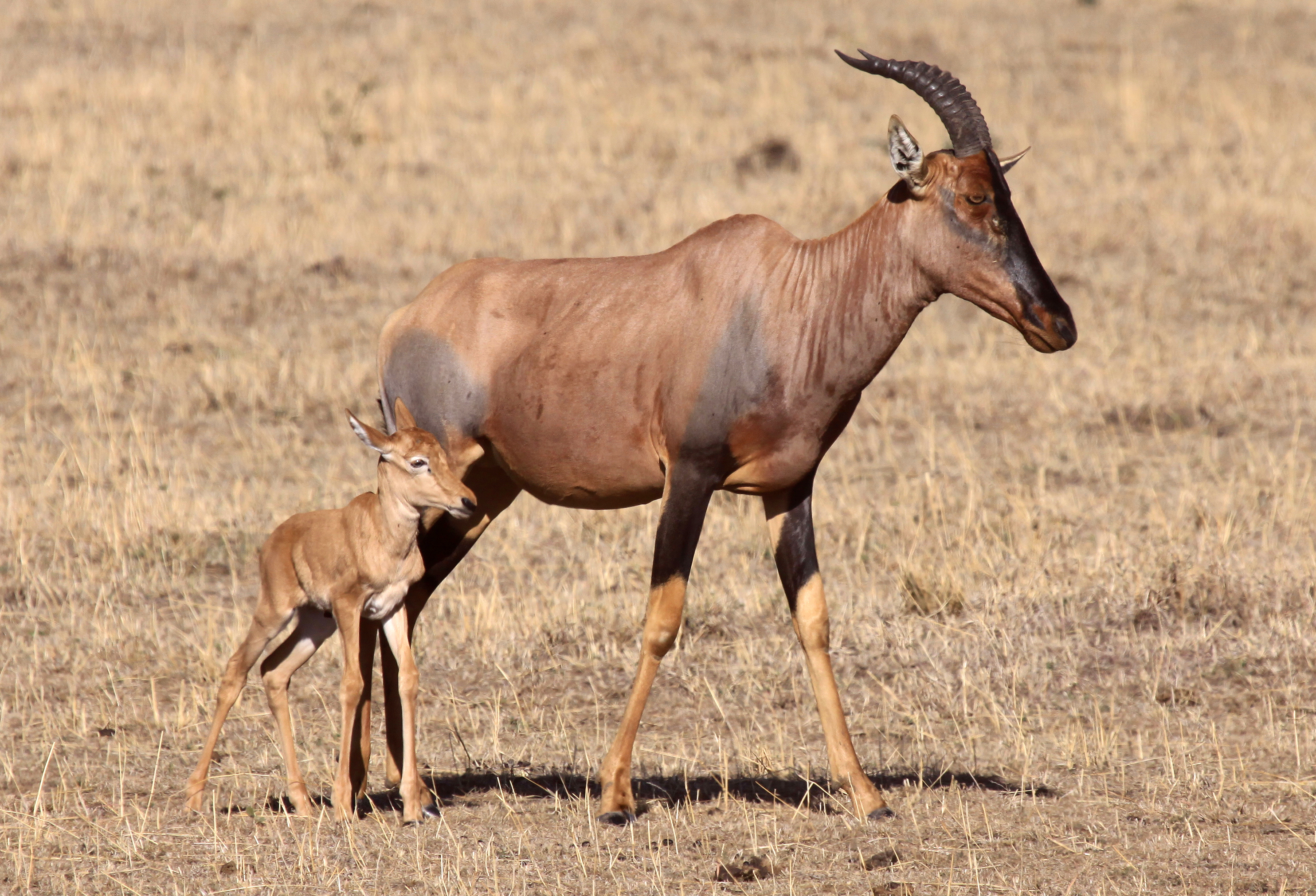
Sasebi właściwy w rezerwacie narodowym Masai Mara (Kenia)

Sasebi właściwy (inaczej: topi; Damaliscus lunatus) – ssak z rodziny wołowatych.

## Wygląd
Wysokość: 140 cm, masa ciała: 100–180 kg. Brunatna sierść z czarnymi łatami na łbie i nogach, wygięte rogi występują u obu płci i osiągają długość do 70 cm.

## Występowanie
Afryka południowa i środkowa. Sawanny, tereny zalewowe i zarośla.

## Tryb życia
Dzienny tryb życia. Żyje w niewielkich stadach. Podczas godów samce zajmują niewielkie obszary, na granicach których toczą walki o samice. Osobniki osiągają dojrzałość płciową około 2 roku życia. Ciąża u samic trwa 225–240 dni. Topi bardzo rzadko dożywa 17 lat.

## Pożywienie
Zwierzę całkowicie roślinożerne. Żerowanie rozpoczyna zazwyczaj wczesnym wieczorem. W razie braku pokarmu sasebi rozpoczynają wędrówkę w poszukiwaniu nowych pastwisk. Żywią się głównie trawą i ziołami.
Podgatunki sasebi właściwego:
- sasebi masajski (D. l. jimela)
- sasebi właściwy (D. l. lunatus)
- sasebi środkowoafrykański (D. l. tiang)
- sasebi nadbrzeżny (D. l. topi)